# Thierry Vissol
 (février 2025).
Il peut être nécessaire de l'améliorer pour respecter le principe de neutralité de point de vue. Veuillez consulter la page de discussion pour plus de détails.

 (octobre 2021).
Si vous disposez d'ouvrages ou d'articles de référence ou si vous connaissez des sites web de qualité traitant du thème abordé ici, merci de compléter l'article en donnant les références utiles à sa vérifiabilité et en les liant à la section « Notes et références ».
Thierry Vissol est un économiste et historien français. Il a mené une double carrière d'enseignant universitaire (économie, histoire de la pensée économique et philosophie sociale) dans diverses universités (en France, Belgique, USA) et de haut fonctionnaire européen (1976-2016) comme économiste puis Conseiller pour la communication audiovisuelle de la Commission européenne. En 2017, il a créé le centre euro-méditerranéen LIBREXPRESSION pour la promotion de la liberté d'expression et de la satire politique, auprès de la Fondation Giuseppe Di Vagno (1889-1921) en Italie. Auteur de nombreux articles et ouvrages. Il est chevalier de la Légion d'honneur.

## Biographie
Titulaire d’un diplôme universitaire de Technologie en mécanique, Docteur en macro-économie monétaire, spécialiste d’histoire de la pensée économique[réf. nécessaire], d’histoire de la monnaie et de philosophie sociale, Thierry Vissol a mené une double activité d’académique et de fonctionnaire européen.
Comme académique, il a enseigné l’histoire de la pensée économique et la politique économique européenne à l’Université de Limoges (1976-1984), en France, à la Fucam de Mons, en Belgique (1984-1990) et à l’Université Yale, aux USA (2002-2003), la philosophie sociale à l’ICHEC à Bruxelles, en Belgique, (1986-1992). Il a créé, avec Robert Triffin, le CEPIME (Centre Ecu et Prospectives d’Intégration Monétaire Européenne) ainsi que sa revue multilingue DE PECUNIA, dont il était rédacteur en chef (1986-1992). Depuis lors, il poursuit ses activités de conférencier, de recherche et de publication.
Comme fonctionnaire européen, de 1980 à octobre 2016, il a été successivement responsable des prévisions économiques pour la France (1980-1985), puis de 1985 à 2002, il a rempli différentes fonctions de responsabilité (chef de secteur puis chef d’unité) dans les services spécialisés dans la préparation de l’UEM et de l’euro. Après son année sabbatique à l’Université de Yale il a rejoint en 2003 la Direction Générale Communication, comme Conseiller spécial, pour créer et mettre en œuvre différents projets d’information européenne comme www.presseurop.eu (maintenant www.voxeurop.eu) et www.euranet.eu ou la réorganisation des programmes de la télévision Euronews. En 2009, il a rejoint la Représentation en Italie de la Commission européenne, afin de mettre en œuvre des opérations pilotes d'information. Dans ce cadre, il a créé un studio radio « Studio Europa », et deux émissions : l'une d’information politique et l'autre dédiée aux livres ("Un libro per l'Europa") qu'il animée jusqu’en 2017. Par ailleurs, il a créé un concours annuel de dessins de presse satiriques sur l'Europe : "Una vignetta per l'Europa" en collaboration avec l’hebdomadaire italien Internazionale (2011-2016).[réf. souhaitée]
Pensionné depuis fin 2016, il a créé auprès de la Fondation Giuseppe Di Vagno, fondation culturelle italienne, le centre euro-méditerranéen Librexpression/Libex pour la promotion de la liberté d’expression et de la satire politique.

## Ouvrages
- Avec Daniel Cohn-Bendit et Olivier Duhamel, Petit dictionnaire de l'euro, Paris, Le Seuil, 1998, 317 + 2 (ISBN 2-02-032621-3).
- Secrets de l'euro : une monnaie pour tous à travers l'Europe, Paris, Gallimard Jeunesse, coll. « Secrets : histoire » (no 31), 1998, 32 p. (ISBN 2-07-051879-5).
- Si l'euro m'était conté !  (ill. Jean-Marc Collier), Asnières, La Bohème-Europartenaires-IEED, 1998, 60 p. (ISBN 2-84067-021-6).
- (en) Is there a case for an EU information television station?, Luxembourg, Bureau des publications de l'Union européenne, 2006, 238 p. (ISBN 92-79-00571-5).
- The Euro:Consequences for the Consumer and the citizen, Pays-Bas, Kluwer Academic Publishers, 1999, 263 p. (ISBN 0-7923-8593-4).
- Avec Francesco Gui, Quo vadis Euro(pa)?, Rome, Lithos Editrice, 2012, 353 p. (ISBN 978-88-97414-49-0).
- Avec Dino Aloi, Libertà di espressione in Europa, Turin, Edizioni Il Pennino Editrice, 2016, 144 p. (ISBN 978-88-97985-15-0).
- E'tutta colpa dell'Europa, euroscettici ed eurocritici in 56 vignette satiriche, Rome, Donzelli, 2014, 133 p. (ISBN 978-88-6843-058-0).
- Toby, dalla pace alla guerra, 1913-1918, Rome, Donzelli, 2014, 443 p. (ISBN 978-88-6843-128-0).
- Sovranità, identità, economie, Rome, Donzelli, 2019, 231 p. (ISBN 978-88-6843-925-5).